# Whitehall (Montana)
Whitehall is een plaats (town) in de Amerikaanse staat Montana, en valt bestuurlijk gezien onder Jefferson County.

## Demografie
Bij de volkstelling in 2000 werd het aantal inwoners vastgesteld op 1044.
In 2006 is het aantal inwoners door het United States Census Bureau geschat op 1165, een stijging van 121 (11,6%).

## Geografie
Volgens het United States Census Bureau beslaat de plaats een oppervlakte van
1,8 km², geheel bestaande uit land. Whitehall ligt op ongeveer 1329 m boven zeeniveau.

## Plaatsen in de nabije omgeving
De onderstaande figuur toont nabijgelegen plaatsen in een straal van 40 km rond Whitehall.